# Alfredo Botelho de Sousa
Alfredo Botelho de Sousa (Ponta Delgada, 1 de dezembro de 1880 — Lisboa, 7 de abril de 1960) foi um oficial da Armada Portuguesa e um prestigiado político e intelectual que se destacou como estudioso de estratégia naval e como historiador do desenvolvimento naval português. Terminou a sua carreira no posto de vice-almirante.

## Biografia
Concluiu os seus estudos preparatórios e secundários no Liceu de Ponta Delgada, que cursou com especial brilhantismo.
Ingressou na Escola Politécnica em 1896, transitando em 1898 para a Escola Naval, onde assentou praça, vindo a concluir o curso em 1901 como primeiro classificado. 
Entre 1898 e 1899 fez parte das guarnições do cruzador D. Carlos I e das canhoneiras Sado, D. Luís e Tâmega, tendo a bordo desses navios realizado comissões de serviço que o levaram aos mares dos Açores e de Cabo Verde.
Em 1903 foi colocado na Estação Naval do Índico, servindo na guarnição dos navios que estavam afectos a Moçambique e à Índia Portuguesa, viajando extensivamente pelo Oceano Índico. Durante esta fase da sua carreira naval, o então segundo-tenente Botelho de Sousa viveu intensamente a decadência imperial portuguesa no Oriente, confrontando-se com um poder naval em desagregação, sem meios que permitissem uma aceitável presença naquele oceano e sem qualquer capacidade de projectar forças em caso de ameaça aos interesses de Portugal na região. 
A compreensão da necessidade urgente de uma nova estratégia naval para o país, bem patente na desastrosa situação que se vivia no Índico, levou Botelho de Sousa a enveredar pelos estudos da geopolítica e da história, iniciando uma volumosa produção literária nestas matérias. Na área da estratégia, o seu pensamento foi fortemente influenciado pelas doutrinas expendidas pelo almirante norte-americano Alfred Thayer Mahan, um dos principais obreiros do pensamento estratégico ocidental dos princípios do século XX.
Em 1908 regressou doente a Portugal, sendo então nomeado Capitão do Porto de Ponta Delgada, cargo que exerceu até 1911, ano em que foi eleito deputado à Assembleia Constituinte de 1911, em cujos trabalhos participou de forma profícua. Foi senador de 25 de agosto de 1911 até 1915.
Da sua passagem pelo parlamento ficou também um trabalho de vulto, de cariz doutrinário e com um forte fundo mahanista, dedicado aos problemas próprios da Marinha, levado ao prelo em 1912 com o título Marinha e Defesa Nacional. Nessa obra defende o conceito de domínio do mar como chave para a manutenção das ambições coloniais de Portugal, lançando as bases doutrinárias do pensamento naval português da primeira metade do século XX.
Em 1914 e 1916 foi louvado pela dedicação na execução dos trabalhos hidrográficos na costa de Portugal, a bordo do Aviso "NRP Cinco de Outubro".
Foi observador do Observatório Meteorológico de Ponta Delgada em 1915. Quando Portugal ingressou na Primeira Guerra Mundial (1914-1918) em 1916, Botelho de Sousa era chefe do Observatório Meteorológico de Ponta Delgada. Pediu então a exoneração do cargo, para embarcar no vapor Almirante Paço de Arcos, então a transportar tropas de Lisboa para a Flandres, onde visitou as linhas da frente. Pelo seu desempenho naquelas funções foi agraciado com o grau de cavaleiro da Ordem Militar da Torre e Espada.
Após a capitulação alemã, o então capitão-tenente Botelho de Sousa, no cargo de relator da Marinha, integrou a delegação portuguesa à Conferência de Paz que negociou o Tratado de Versalhes (1918-1919), de onde apenas regressou a Lisboa em 1921.
Ainda em 1921 foi nomeado lente da 11.ª cadeira da Escola Naval - Arte Militar Marítima - e de Material e Operações Navais da Escola Militar, cargo que exerceu até 1934. Apesar dessas nomeações manteve múltiplas outras funções de índole operacional e de estudo e planeamento, entre as quais a comissão encarregada do projeto de organização do Ministério da Marinha (1922), e vogal da Comissão de História Militar (1923).
Em 1926 foi nomeado comandante do contratorpedeiro NRP Tâmega, cargo que manteve até ao ano seguinte (1927), em que foi nomeado professor do Curso Naval de Guerra.
Entre os anos de 1934 e 1936 foi comandante do contratorpedeiro NRP Lima, acumulando com as funções de comandante da respectiva esquadrilha.
Em 1935 foi nomeado procurador à Câmara Corporativa por parte da Marinha de Guerra, mas pediu imediatamente a demissão do cargo. 
De 1936 a 1937 foi chefe de gabinete do Major General da Armada, integrando simultaneamente a Comissão Organizadora do Museu de Marinha. Em 1937 foi nomeado para uma Missão junto à U.S. Navy. Em 1939, ano em que foi promovido ao posto de contra-almirante, foi nomeado Chefe do Estado-Maior Naval e, em 1941, Major General da Armada. Passou à reserva em 1945, no posto de vice-almirante e no exercício das funções de Major General da Armada.

## Obra
Foi um autor prolífico, produzindo dezenas de obras e largas centenas de artigos. Nas suas obras revelou-se um notável analista da situação internacional, com relevo para as políticas do mar e do poder marítimo, conquistando um papel determinante na definição das linhas mestras da Marinha Portuguesa ao longo do século XX.
A sua obra escrita que conta-se por mais de 500 crónicas no Diário dos Açores e largas centenas de artigos nos jornais O Século (Lisboa) e O Comércio do Porto (Porto), nos Anais do Clube Militar Naval e outras publicações periódicas. Para além dessa obra dispersa, deixou trabalhos de história naval de qualidade ímpar, bem como obras onde explana a sua visão estratégica da Armada Portuguesa e da defesa nacional de Portugal. Entre as suas obras mais notáveis contam-se:
- Os factores imponderáveis da Guerra (compilação de lições ministradas no Curso Naval de Guerra);
- As operações contra a costa e as expedições combinadas;
- Os Primeiros cem anos da Escola Naval;
- O período da restauração na Índia;
- O período da restauração nos mares da Metrópole, no Brasil e em Angola;
- Subsídios para a história das guerras da Restauração no mar e no além-mar, Agência Geral das Colónias, Lisboa, 1940;
- Subsídios para a história militar marítima da Índia: 1585-1669, Ministério da Marinha, Lisboa, 1930;
- Nuno Álvares Botelho: capitão geral das armadas de alto bordo e governador geral da Índia, Agência Geral das Colónias, Lisboa, 1940;
- O período da Restauração nos mares da Metrópole, no Brasil e em Angola, Agência Geral das Colónias, Lisboa, 1940;
- O período da Restauração na Índia, Agência Geral das Colónias, Lisboa, 1940;
- Augusto de Mello, Lisboa, 1904;
- Marinha e defesa nacional: doutrina, França & Arménio, Coimbra, 1912;
- A posição geográfica dos Açores através da história nacional, Lisboa, 1946;
- O mar nas guerras da Restauração, Lisboa, 1940.